# Niklas Vesterlund
Niklas Brøndsted Vesterlund Nielsen (Copenaghen, 6 giugno 1999) è un calciatore danese, difensore dell'Utrecht.

## Carriera

### Club
Ha iniziato la sua carriera calcistica nel Trelleborg dove ha debuttato il 30 marzo 2019 nell'incontro di Superettan pareggiato 2-2 contro il GAIS. Ha segnato il suo primo gol il 6 marzo 2021 decidendo la trasferta contro l'Umeå FC.
Nel maggio 2021 si è trasferito in Norvegia al Tromsø, dove ha disputato tre stagioni in Eliteserien.
Il 31 gennaio 2024 è stato acquistato dall'Utrecht con cui ha firmato fino al 2027.

### Nazionale
Ha giocato nelle nazionali giovanili danesi Under-17 ed Under-19.

## Statistiche
aggiornato al 28 febbraio 2024
| Stagione        | Squadra         | Campionato      | Campionato | Campionato | Coppe nazionali | Coppe nazionali | Coppe nazionali | Coppe continentali | Coppe continentali | Coppe continentali | Altre coppe | Altre coppe | Altre coppe | Totale | Totale | Totale |
| Stagione        | Squadra         | Comp            | Pres       | Reti       | Comp            | Pres            | Reti            | Comp               | Pres               | Reti               | Comp        | Pres        | Reti        | Pres   | Reti   |        |
| --------------- | --------------- | --------------- | ---------- | ---------- | --------------- | --------------- | --------------- | ------------------ | ------------------ | ------------------ | ----------- | ----------- | ----------- | ------ | ------ | ------ |
| 2019            | Trelleborg      | S1              | 21         | 0          | CS              | 0               | 0               |                    | -                  | -                  |             | -           | -           | 21     | 0      |        |
| 2020            | Trelleborg      | S1              | 24+2       | 2+0        | CS              | 5               | 1               |                    | -                  | -                  |             | -           | -           | 29     | 3      |        |
| 2021            | Trelleborg      | S1              | 4          | 0          | CS              | 0               | 0               |                    | -                  | -                  |             | -           | -           | 4      | 0      |        |
| 2021            | Tromsø          | ES              | 25         | 2          | CN              | 0               | 0               |                    | -                  | -                  |             | -           | -           | 25     | 2      |        |
| 2022            | Tromsø          | ES              | 23         | 2          | CN              | 3               | 0               |                    | -                  | -                  |             | -           | -           | 26     | 2      |        |
| 2023            | Tromsø          | ES              | 30         | 5          | CN              | 2               | 0               |                    | -                  | -                  |             | -           | -           | 32     | 5      |        |
| gen.-giu. 2024  | Utrecht         | ED              | 3          | 0          | CO              | 0               | 0               |                    | -                  | -                  |             | -           | -           | 3      | 0      |        |
| Totale carriera | Totale carriera | Totale carriera | 132        | 11         |                 | 10              | 1               |                    | -                  | -                  |             | -           | -           | 142    | 12     |        |